# Knocker-up

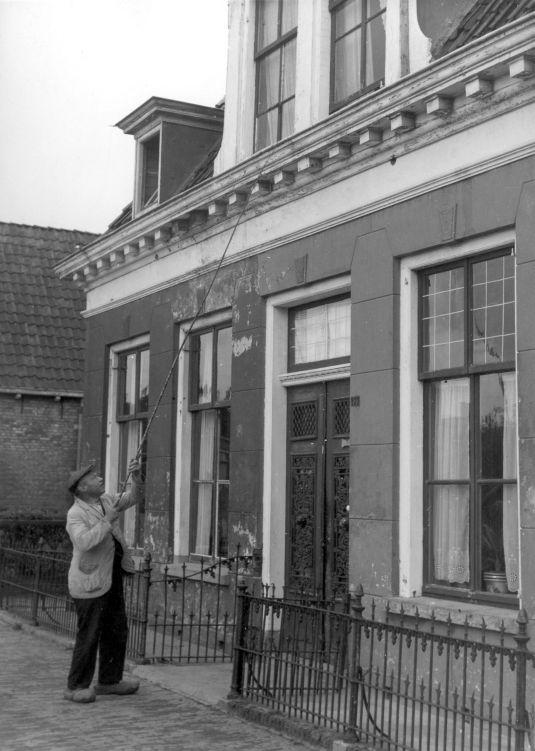
Um knocker-upper em Leeuwarden, em 1947.

Um knocker-up, às vezes conhecido como knocker-upper ou caller-up (traduzido em português como "despertador" ou "despertador humano"), era uma profissão na Grã-Bretanha e na Irlanda que começou durante e durou até a Revolução Industrial, quando os despertadores não eram baratos nem confiáveis. O trabalho de um knocker-up era despertar as pessoas adormecidas para que pudessem chegar ao trabalho a tempo. Nas décadas de 1940 e 1950, essa profissão havia desaparecido, embora ainda continuasse em alguns lugares da Inglaterra industrial até o início da década de 1970.
O knocker-up usava um bastão expansível ou curto e pesado para bater nas portas dos clientes ou um bastão longo e leve, muitas vezes feito de bambu, para alcançar as janelas dos andares mais altos. Uma fotografia de 1931 mostra um knocker-upper no leste de Londres lançando ervilhas na janela do cliente com um canudinho (como uma espécie de zarabatana). Em troca da tarefa, o knocker-up receberia alguns centavos por semana. Alguns knocker-uppers não saíam da janela de um cliente até terem certeza de que este havia acordado, enquanto outros simplesmente batiam várias vezes e depois seguiam em frente.
Havia um grande número de pessoas realizando o trabalho, especialmente em cidades industriais maiores, como Manchester. Geralmente o trabalho era feito por homens e mulheres idosos, mas às vezes os policiais complementavam seu pagamento realizando a tarefa durante as patrulhas matinais.
O livro Great Expectations, magnum opus de Charles Dickens, inclui uma breve descrição de um knocker-upper, que também aparece na história dos assassinatos de Jack, o Estripador, no leste de Londres.